# Fátima Moreira Frutos
María Fátima Moreira Frutos, conocida más sencilla y literariamente como Fátima Frutos (San Sebastián, 1971), es una escritora española, además de periodista y trabajadora social, asentada en Navarra, donde desempeña su labor profesional principalmente como técnico de igualdad en el ayuntamiento de Villava. Es una de las fundadoras de la Asociación Navarra de Escritores y Escritoras (ANE-NIE) y su presidenta desde su fundación en 2016 hasta 2022.

## Biografía
Titulada en Trabajo Social, Sociología y Victimología, esta profesora de la Universidad Centroamericana José Simeón Cañas de El Salvador posee también un Máster en Literatura española y latinoamericana ejerciendo también como técnica de igualdad y periodista. Durante su etapa en Centroamérica vivió de cerca los episodios del asesinato de Ignacio Ellacuría junto a otros cinco jesuitas y conoció al teólogo Jon Sobrino.
Ha investigado dentro del Grupo de estudios literarios sobre la mujer en España y Latinoamérica (GREMEL) de la Universidad Internacional de La Rioja estudiando a las autoras españolas exiliadas tras la Guerra civil.
En la actualidad adapta al teatro una novela de Raúl Guerra Garrido.

## Obras

### Obras individuales
Estos son sus libros de poesía:
- De carne y hambre. Premio de Poesía Erótica del Ateneo de Guipúzcoa en 2009. ISBN 9788483747650.[11]
- Andrómeda encadenada. Alberdania, 2011. Segunda edición 2021. Premio Ciudad de Irún 2011 en la categoría "Poesía en castellano".[12]
- Epitafio para una odalisca. Finalista del premio de poesía Jaime Gil de Biedma. El Gallo de Oro, 2014. ISBN 9788494244520
- Haikus desde el río-Haikus aus dem Fluss. Berenice, 2017.ISBN 9788416750436.
- En brazos de la belleza. Eunate, 2018. ISBN 9788477683629.[13]
- Monjas, putas y locas. María del Villar Berruezo XXV. Premio internacional en 2020.
- La selva bajo mi piel. Almuzara, 2022. VII Premio de novela Albert Jovell.[14][15] ISBN 9788411310437

Su último libro, La impaciencia de las mariposas (Reikiavic, 2025), es una obra de teatro ambientada al final de la Transición y en la que un grupo de mujeres de barrio se defiende de un depredador sexual amparado y protegido por sus ropajes y un sistema cómplice y discriminador.

### En colaboración
- Lira al viento, junto al escritor cubano Ramón Elías Laffita. Antología poética navarro-cubana. Eunate, 2020.

### Ópera
Su Andrómeda encadenada fue adaptada como ópera por la compañía Òpera de Butxaca i Nova Creació. El compositor Agustí Charles se encargó de los arreglos.

### Documentales
Junto a Tomás Yerro, en 2018 interviene en el documental La poesía como camino. La obra fue traducida al inglés y al alemán.